# Lecco Calcio 1999-2000
Questa pagina raccoglie le informazioni riguardanti il Lecco Calcio nelle competizioni ufficiali della stagione 1999-2000.

## Stagione
Nella stagione 1999-2000 che scavalca il millennio il Lecco ha disputato il girone A del campionato di Serie C1. Con 36 punti in classifica si piazza in quindicesima posizione, e dunque per ottenere la salvezza deve disputare contro la Cremonese il playout: perde a Cremona (2-1) e vince in casa (2-0), ottenendo la permanenza in categoria. Il torneo è stato vinto dal Siena con 58 punti che è stato promosso direttamente in Serie B, la seconda promossa è stata il Cittadella che ha vinto i playoff. A Lecco arrivano cambi in società e nella squadra, al vertice il nuovo presidente è Giovanni Bartoli. La squadra conferma otto blucelesti della stagione scorsa, con una decina di facce nuove. L'elemento di spicco del mercato è Antonio Manicone già centrocampista dell'Inter, con molte giovani promesse. Sulla panchina Gianpaolo Rossi, ma il torneo dei lariani è di bassa classifica, il girone di andata si chiude con 17 punti al quart'ultimo posto. A fine febbraio viene esonerato il tecnico, che è sostituito da Carlo Muraro, il 16 aprile al Rigamonti il Lecco batte (2-0) la capolista Siena, è l'acuto più importante della stagione. Al termine, per mantenere la categoria il Lecco disputa e vince il playout con la Cremonese. Nella Coppa Italia i lariani disputano il gruppo 2 senza velleità, su quattro gare vincono solo (2-1) contro il Novara, nel girone passa ai sedicesimi la Biellese.

## Rosa
| N. |                   | Ruolo | Calciatore         |
| -- | ----------------- | ----- | ------------------ |
|    | Italia (bandiera) | C     | Antonio Amita      |
|    | Italia (bandiera) | P     | Luca Anania        |
|    | Italia (bandiera) | A     | Alberto Bertolini  |
|    | Italia (bandiera) | A     | Filippo Breschi    |
|    | Italia (bandiera) | D     | Antonio Calabro    |
|    | Italia (bandiera) | C     | Fabio Cinetti      |
|    | Italia (bandiera) | C     | Corrado Ferracuti  |
|    | Italia (bandiera) | D     | Luca Ferri         |
|    | Italia (bandiera) | D     | Gabrio Gaddi       |
|    | Italia (bandiera) | C     | Roberto Gemmi      |
|    | Italia (bandiera) | D     | Cristiano Giaretta |
|    | Italia (bandiera) | P     | Paolo Ginestra     |
|    | Italia (bandiera) | A     | Roberto Manfredi   |

| N. |                         | Ruolo | Calciatore        |
| -- | ----------------------- | ----- | ----------------- |
|    | Italia (bandiera)       | C     | Antonio Manicone  |
|    | Italia (bandiera)       | C     | Valerio Mazzucato |
|    | Italia (bandiera)       | C     | Matteo Melani     |
|    | Italia (bandiera)       | A     | Daniele Morante   |
|    | Italia (bandiera)       | C     | Fabio Paratici    |
|    | Italia (bandiera)       | D     | Andrea Polizzano  |
|    | Italia (bandiera)       | D     | Luca Regonesi     |
|    | Italia (bandiera)       | A     | Massimo Sala      |
|    | Italia (bandiera)       | D     | Matteo Sogliani   |
|    | Italia (bandiera)       | C     | Stefano Tagliani  |
|    | Italia (bandiera)       | C     | Francesco Tondo   |
|    | Italia (bandiera)       | D     | Corrado Venturi   |
|    | RD del Congo (bandiera) | A     | Michel Wangu      |

## Risultati

### Campionato

#### Girone di andata
| Arbitro: | Niccolai (Livorno) |

|  |           |             |
|  | Marcatori | 35’ M. Sala |

| Lecco 12 settembre 1999 2ª giornata | Lecco               | 0 – 0 | Reggiana | Stadio Mario Rigamonti\| Arbitro: \| Benedetto (Messina) \| |
| Arbitro:                            | Benedetto (Messina) |       |          |                                                             |

| Arbitro: | Ferraro (Crotone) |

|                        |           |                            |
| Fiorin 20’ (rig.), 30’ | Marcatori | 75’ Ferracuti 94’ Manfredi |

| Arbitro: | Ciampi (Pisa) |

|  |           |                            |
|  | Marcatori | 66’ Airoldi 93’ Cancellato |

| Lumezzane 3 ottobre 1999 5ª giornata | Lumezzane         | 0 – 0 | Lecco | Nuovo Stadio Comunale\| Arbitro: \| Valensin (Milano) \| |
| Arbitro:                             | Valensin (Milano) |       |       |                                                          |

| Arbitro: | Morganti (Ascoli Piceno) |

|                                |           |  |
| Ferracuti 74’ Gemmi 76’ (rig.) | Marcatori |  |

| Cittadella 17 ottobre 1999 7ª giornata | Cittadella       | 0 – 0 | Lecco | Stadio Piercesare Tombolato\| Arbitro: \| Lucenti (Mestre) \| |
| Arbitro:                               | Lucenti (Mestre) |       |       |                                                               |

| Arbitro: | Ponzalli (Firenze) |

|           |           |             |
| Amita 60’ | Marcatori | 41’ Araboni |

| Arbitro: | Micoli (Tivoli) |

|                             |           |                                  |
| Gola 62’ (rig.) Porfido 71’ | Marcatori | 73’ (rig.) Ferracuti 90’ Breschi |

| Arbitro: | S. Ayroldi (Molfetta) |

|  |           |             |
|  | Marcatori | 34’ Damiani |

| Arbitro: | Giannoccaro (Lecce) |

|                       |           |  |
| Zattarin 23’ Moro 83’ | Marcatori |  |

| Lecco 28 novembre 1999 12ª giornata | Lecco               | 0 – 0 | Cremonese | Stadio Mario Rigamonti\| Arbitro: \| Angrisani (Salerno) \| |
| Arbitro:                            | Angrisani (Salerno) |       |           |                                                             |

| Arbitro: | Battaglia (Messina) |

|                            |           |             |
| Arcadio 17’, 91’ Voria 66’ | Marcatori | 81’ Cinetti |

| Arbitro: | Ambrosino (Torre del Greco) |

|  |           |                        |
|  | Marcatori | 41’ Mussi 52’ Colacone |

| Arbitro: | Cirone (Palermo) |

|                                  |           |  |
| Ferronato 18’ Cinetti 49’ (aut.) | Marcatori |  |

| Lecco 23 dicembre 1999 16ª giornata | Lecco               | 0 – 0 | Modena | Stadio Mario Rigamonti\| Arbitro: \| Benedetti (Vicenza) \| |
| Arbitro:                            | Benedetti (Vicenza) |       |        |                                                             |

| Arbitro: | Squillace (Catanzaro) |

|                                  |           |                          |
| Bertolotti 11’ M. Vieri 29’, 51’ | Marcatori | 64’ M. Sala 75’ Giaretta |

#### Girone di ritorno
| Lecco 9 gennaio 2000 18ª giornata | Lecco         | 0 – 0 | San Donà | Stadio Mario Rigamonti\| Arbitro: \| Ardito (Bari) \| |
| Arbitro:                          | Ardito (Bari) |       |          |                                                       |

| Arbitro: | Gasparoni (Ancona) |

|             |           |                          |
| Trocini 74’ | Marcatori | 55’ M. Sala 93’ Manfredi |

| Lecco 23 gennaio 2000 20ª giornata | Lecco                | 0 – 0 | Carrarese | Stadio Mario Rigamonti\| Arbitro: \| Nicoletti (Macerata) \| |
| Arbitro:                           | Nicoletti (Macerata) |       |           |                                                              |

| Arbitro: | Giachero (Pinerolo) |

|                            |           |             |
| Cancellato 36’ Airoldi 69’ | Marcatori | 18’ M. Sala |

| Arbitro: | Zenere (Schio) |

|              |           |            |
| Tagliani 57’ | Marcatori | 85’ Alteri |

| Arbitro: | S. Ayroldi (Molfetta) |

|                       |           |  |
| Falco 22’, 67’ (rig.) | Marcatori |  |

| Arbitro: | Girardi (San Donà di Piave) |

|             |           |             |
| Manfredi 7’ | Marcatori | 46’ Albieri |

| Arbitro: | Ferraro (Crotone) |

|                            |           |             |
| Bifini 15’ Maffioletti 84’ | Marcatori | 54’ Morante |

| Arbitro: | Cuttica (Alessandria) |

|                                    |           |                     |
| Giaretta 76’ Morante 87’ Ferri 89’ | Marcatori | 79’ (rig.) Cecchini |

| Arbitro: | Dondarini (Finale Emilia) |

|            |           |  |
| Rocchi 47’ | Marcatori |  |

| Lecco 2 aprile 2000 28ª giornata | Lecco               | 0 – 0 | Pisa | Stadio Mario Rigamonti\| Arbitro: \| Battaglia (Messina) \| |
| Arbitro:                         | Battaglia (Messina) |       |      |                                                             |

| Arbitro: | Ambrosino (Torre del Greco) |

|            |           |  |
| Borneo 32’ | Marcatori |  |

| Arbitro: | Carrer (Conegliano) |

|                  |           |  |
| Morante 20’, 93’ | Marcatori |  |

| Lucca 22 aprile 2000 31ª giornata | Lucchese          | 0 – 0 | Lecco | Stadio Porta Elisa\| Arbitro: \| Cruciani (Pesaro) \| |
| Arbitro:                          | Cruciani (Pesaro) |       |       |                                                       |

| Arbitro: | Ponzalli (Firenze) |

|  |           |                                                             |
|  | Marcatori | 10’, 43’ (rig.) Centi 45+1’ A. Comi 84’ Pellissier 93’ Zago |

| Arbitro: | Belloli (Bergamo) |

|  |           |              |
|  | Marcatori | 56’ Giaretta |

| Arbitro: | Palmieri (Cosenza) |

|                  |           |                           |
| Morante 18’, 62’ | Marcatori | 4’ Fusani 89’ De Battisti |

### Play-out
| Arbitro: | Ambrosino (Torre del Greco) |

|                       |           |               |
| Erba 33’ Serafini 87’ | Marcatori | 43’ Bertolini |

| Arbitro: | Morganti (Ascoli Piceno) |

|                         |           |  |
| Tondo 10’ Bertolini 66’ | Marcatori |  |

### Coppa Italia

#### Gruppo 2
| Arbitro: | Liberti (Genova) |

|                     |           |              |
| Giaretta 29’ (aut.) | Marcatori | 16’ Manfredi |

| 25 agosto 2ª giornata |  | – Turno di riposo Lecco |  |  |

| Arbitro: | Tonolini (Milano) |

|                  |           |             |
| M. Sala 48’, 58’ | Marcatori | 43’ Lorieri |

| Arbitro: | Bergonzi (Genova) |

|              |           |  |
| Montrone 61’ | Marcatori |  |

| Arbitro: | Amato (Castellammare di Stabia) |

|  |           |             |
|  | Marcatori | 74’ Parente |